# Розлуч (зупинний пункт)
Ро́злуч — пасажирський залізничний зупинний пункт Львівської дирекції Львівської залізниці на електрифікованій лінії Самбір — Чоп між станціями Ясениця (5 км) та Бойківська (5 км). Розташований неподалік однойменного села Самбірського району Львівської області.

## Пасажирське сполучення
На зупинному пункті Розлуч зупиняються приміські електропоїзди сполученням Львів — Сянки